# Homurivier
De Homurivier (Homujohka) is een rivier die stroomt in de Zweedse gemeente Kiruna. Ze verzorgt de afwatering meren en moerassen even ten noorden van de Rautasrivier, doch die door heuvelig terrein niet direct afwateren naar die rivier. De Homurivier stroomt van west naar oost en mondt uit in de Njuohčamrivier. Ze is circa 9 kilometer lang.
Afwatering: Homurivier → Njuohčamrivier → West Suorri → Rautasrivier → Torne → Botnische Golf